# Mesoterricola sediminis
Mesoterricola sediminis es una bacteria gramnegativa del género Mesoterricola. Fue descrita en el año 2023. Su etimología hace referencia a sedimento. Es aerobia y móvil. Catalasa y oxidasa negativas. Tiene un tamaño de 0,3-0,5 μm de ancho por 2,3-5,4 μm de largo. Forma colonias blancas en agar R2A suplementado con fumarato. Temperatura de crecimiento entre 20-40 °C, óptima de 30-35 °C. Es resistente a kanamicina. Tiene un contenido de G+C de 70,2%. Se ha aislado de sedimentos de río en Okinawa, Japón. 